# 2538 Vanderlinden
A 2538 Vanderlinden (ideiglenes jelöléssel 1954 UD) a Naprendszer kisbolygóövében található aszteroida. Sylvain Julien Victor Arend fedezte fel 1954. október 30-án.